# Flagge Nordmazedoniens
Die heutige Flagge Nordmazedoniens wurde 1995 angenommen, nachdem das benachbarte Griechenland gegen die Verwendung des Sterns von Vergina in der Flagge von 1992 Protest eingelegt hatte. Griechenland hatte bei der Weltorganisation für geistiges Eigentum (WIPO) die exklusiven, internationalen Rechte für den Stern von Vergina beansprucht. Der 15. Mai wird in Nordmazedonien als Tag der Flagge Nordmazedoniens geehrt.

## Aussehen

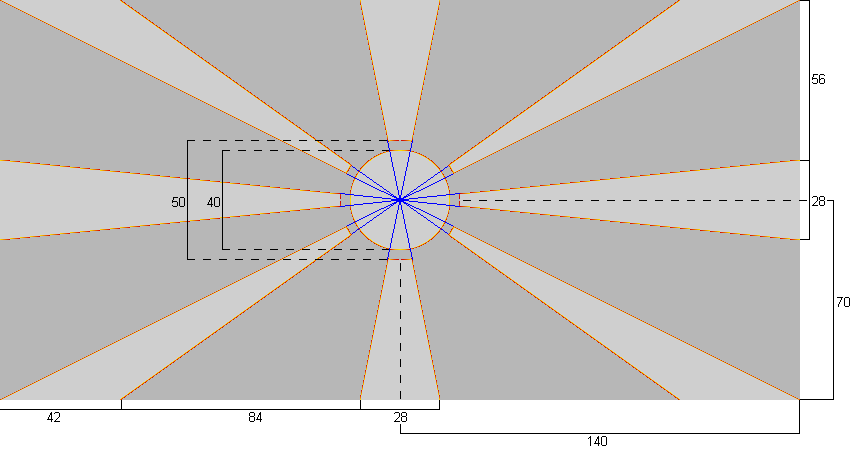
Konstruktionsvorlage

Die Flagge stellt auf rotem Hintergrund eine gelbe Sonne dar, deren acht Strahlen bis an den Rand der Flagge reichen. Sie repräsentiert die in der nordmazedonischen Hymne erwähnte „Sonne der Freiheit“.

## Farben
| System                      | Rot       | Gelb       |
| --------------------------- | --------- | ---------- |
| RGB                         | 216-33-38 | 248-233-46 |
| Hexadezimale Farbdefinition | #D82126   | #F8E92E    |

## Geschichte

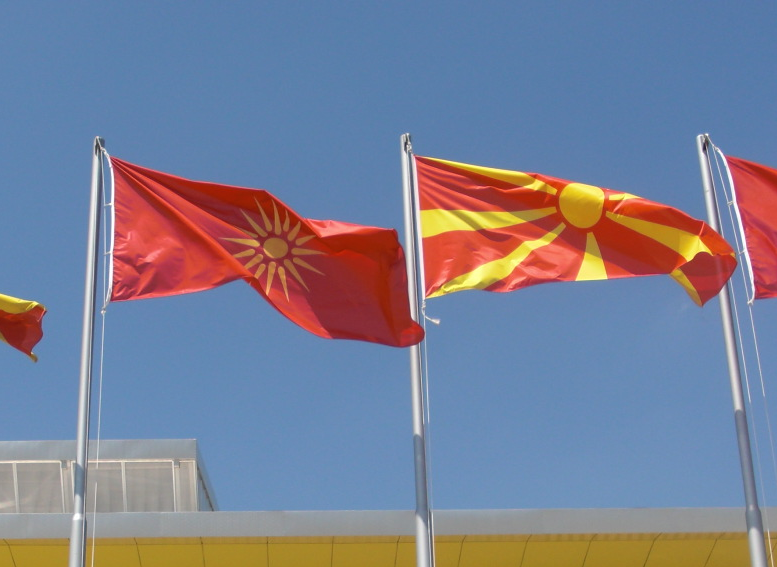
Alte und neue Nationalflagge

1:2   Flagge der Volksrepublik Mazedonien (1944–1946)
1:2   Flagge der Sozialistischen Republik Mazedonien (1945–1992)
1:2   Flagge der Republik Mazedonien (1992–1995)
Inoffizielle Flagge der griechischen Region Makedonien

Rot war bereits vor der sozialistischen Zeit die Nationalfarbe Nordmazedoniens. Während des Ilinden-Aufstands 1903 wurde in der Republik Kruševo von Aufständischen eine rote Flagge gehisst. Sie soll der Ursprung der roten, nordmazedonischen Flagge sein.
Die Flagge der Sozialistischen Republik Mazedonien wurde 1944 eingeführt und offiziell 1946 angenommen. Davor war sie bereits bei mazedonischen Partisanen im Gebrauch. Sie war eine einfache Flagge, mit roter Hintergrundfarbe. Darauf war oben links ein fünfzackiger, roter Stern abgebildet. Um diesen farblich vom roten Hintergrund zu trennen, wurde er mit gelber Farbe umrandet. Die Größe des Sterns konnte variieren, war aber zumeist kleiner als bei den Flaggen der anderen Teilrepubliken. Nur wenn die Flaggen der Teilrepubliken zusammen gezeigt wurde, kam es vor, dass der Stern Mazedoniens die gleiche Größe hatte. Manchmal wurde der Stern fälschlicherweise in das Zentrum der Flagge verschoben.
Mit der Erlangung der Unabhängigkeit 1992 nahm die Republik Mazedonien eine rote Flagge mit dem Stern von Vergina, beziehungsweise der Sonne von Vergina, an. Das antike 16-strahlige Symbol fand sich bei Ausgrabungen im griechischen Teil der Region Makedonien. Daher beanspruchte Griechenland das Symbol, ebenso wie es sich gegen die Staatsbezeichnung „Mazedonien“ wandte. Auf blauem Hintergrund wird das Symbol in der inoffiziellen Flagge des griechischen Makedoniens verwendet. Die Wahl der Flagge ging auf die Intervention der nationalistischen Diaspora in Übersee zurück und löste eine beispiellose Propagandaschlacht aus.
Die heutige Flagge wurde von dem Architekturprofessor Miroslav Grčev entworfen.

## Weitere Flaggen Nordmazedoniens
Nordmazedoniens Opštini (Gemeinden) verfügen über eigene Flaggen. Hier einige Beispiele:

Skopje
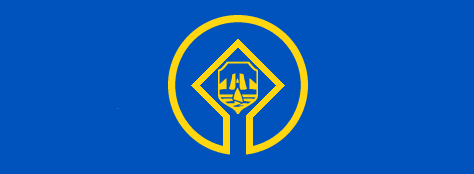
Ohrid
Brvenica
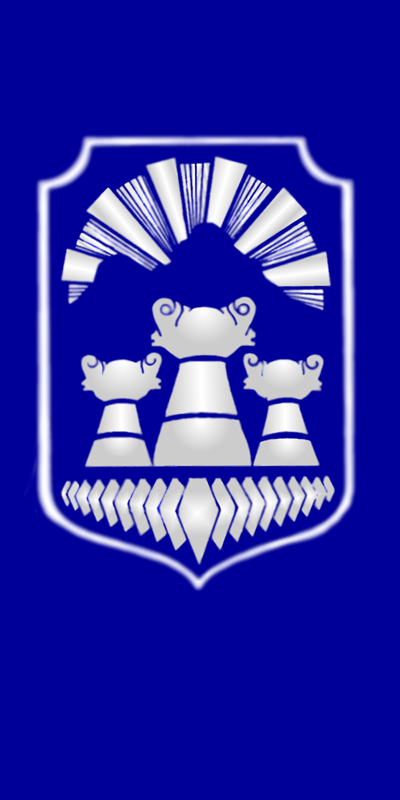
Prilep
Tetovo
Aračinovo
Čaška
Lipkovo